# 布羅克斯堡 (內布拉斯加州)
布羅克斯堡（英語：Brocksburg）是位於美國內布拉斯加州基亞帕哈縣的非建制地區。

## 歷史
布羅克斯堡的郵局於1899年設立，其後於1957年停運。

## 地理
布羅克斯堡所處的海拔為高於海平面558米（即1831英呎），而該地所採用的時區為UTC-6，即北美中部时区（CST）。同時該地設有夏令時間，為UTC-6調快一小時，即UTC-5（CDT）。